# Фридрих XII фон Шьонбург-Глаухау
Фридрих XII фон Шьонбург-Глаухау (на немски: Friedrich XII von Schönburg-Glauchau; † 16 юни 1426 при Усти над Лабем/Аусиг, Чехия) е господар на Шьонбург-Глаухау-Валденбург.

## Произход
Той е единственият син на Файт I фон Шьонбург-Глаухау-Валденбург († пр. 1422) и втората му съпруга Юта фон Лайзниг († сл. 1388/1420), дъщеря на бургграф Албрехт VIII фон Лайзниг († сл. 1408/1411) и София фон Валденбург († сл. 1394). Внук е на Фридрих IX фон Шьонбург-Глаухау-Валденбург († 1389) и Агнес фон Вартенберг († сл. 1373). Сестрите му са Анастасия († 1463) и Агнес († 1436), омъжена за Дитрих VII фон Кирхберг в Кранихфелд († 1455).
Фридрих XII фон Шьонбург-Глаухау е убит в битката при Усти над Лабем (Аусиг) на 16 юни 1426 г.

## Фамилия
Фридрих XII фон Шьонбург-Глаухау се жени пр. 3 март 1414 г. за София фон Вербен-Майсен († сл. 3 юни 1435), дъщеря на Хайнрих I фон Хартенщайн, бургграф на Майсен († 1423), и Катерина фон Глайхен († 1408). Те имат пет деца:
- Файт II фон Шьонбург-Глаухау (* 1418; † 25 ноември 1472), фогт в Цвикау, женен 1439 г. за Анна фон Плауен († пр. 7 октомври 14619, дъщеря на Хайнрих I фон Плауен, бургграф на Майсен († 1446/1447)
- Катарина фон Шьонбург-Глаухау (* 1419; † сл. 18 февруари 1453), омъжена за граф Гюнтер XXXII фон Шварцбург-Вахсенбург († 1 февруари 1450), внук на Йохан II фон Шварцбург-Вахсенбург († 1407)
- Дитрих V фон Шьонбург-Глаухау (* 1420; † 11 февруари/23 юли 1453)
- Фридрих XV фон Шьонбург-Глаухау (* 1422; † 14 октомври 1480), женен пр. 7 април 1455 г. за Елизабет фон Гутенщайн († 1507)
- Маргарета фон Шьонбург-Глаухау (* 1424; † сл. 1485), омъжена за Йохан Берка фон Дуба († 1457)